# Carlos Mayo
Carlos Mayo Nieto (Madrid, 18 de septiembre de 1995) es un deportista español que compite en atletismo, especialista en las carreras de fondo y campo a través.
Ganó una medalla de plata en el Campeonato Europeo de Atletismo en Ruta de 2025, en la prueba de media maratón por equipo. Participó en los Juegos Olímpicos de Tokio 2020, ocupando el undécimo lugar en la prueba de 10 000 m.
Fue campeón de España de 5000 m en 2021, de 10 000 m en 2022 y de campo a través en 2020 y 2021. Además, en 2023 estableció una nueva plusmarca de España en la media maratón (59:39).

## Palmarés internacional
| Campeonato Europeo en Ruta | Campeonato Europeo en Ruta | Campeonato Europeo en Ruta | Campeonato Europeo en Ruta |
| Año                        | Lugar                      | Medalla                    | Prueba                     |
| -------------------------- | -------------------------- | -------------------------- | -------------------------- |
| 2025                       | Bruselas/Lovaina (Bélgica) | Medalla de plata           | Media maratón por equipo   |

## Competiciones internacionales
| Año  | Competición                            | Sede                     | Puesto            | Prueba        | Marca    |
| ---- | -------------------------------------- | ------------------------ | ----------------- | ------------- | -------- |
| 2014 | Campeonato del Mundo Junior            | Eugene (Estados Unidos)  | 14.º              | 5000 m        | 14:19.22 |
| 2014 | Campeonato del Mundo Junior            | Eugene (Estados Unidos)  | 10.º              | 10 000 m      | 29:52.31 |
| 2015 | Campeonato de Europa Sub-23            | Tallin (Estonia)         | Medalla de bronce | 5000 m        | 13:55.19 |
| 2016 | Campeonato de Europa                   | Ámsterdam (Países Bajos) | 13.º              | 5000 m        | 13:58.22 |
| 2017 | Campeonato de Europa en Pista Cubierta | Belgrado (Serbia)        | 8.º               | 3000 m        | 8:06.15  |
| 2017 | Campeonato de Europa por Equipos       | Lille (Francia)          | 3.º               | 3000 m        | 7:58.97  |
| 2017 | Campeonato de Europa Sub-23            | Bydgoszcz (Polonia)      | Medalla de bronce | 5000 m        | 14:15.07 |
| 2017 | Campeonato de Europa Sub-23            | Bydgoszcz (Polonia)      | Medalla de oro    | 10 000 m      | 29:08.06 |
| 2021 | Campeonato de Europa por Equipos       | Chorzów (Polonia)        | 3.º               | 5000 m        | 13:18.15 |
| 2021 | Juegos Olímpicos                       | Tokio (Japón)            | 13.º              | 10 000 m      | 28:04.71 |
| 2022 | Campeonato Iberoamericano              | La Nucía (España)        | Medalla de oro    | 5000 m        | 13:51.12 |
| 2022 | Campeonato del Mundo                   | Eugene (Estados Unidos)  | 13.º              | 10 000 m      | 27:50.61 |
| 2024 | Campeonato de Europa                   | Roma (Italia)            | 14.º              | Media maratón | 1:02:12  |

## Marcas personales
| Prueba        | Marca    | Fecha |
| ------------- | -------- | ----- |
| 1500 m        | 3:36.44  | 2021  |
| 3000 m        | 7:48.29  | 2021  |
| 5000 m        | 13:18.15 | 2021  |
| 10 000 m      | 27:25.00 | 2021  |
| Media maratón | 59:39    | 2023  |

| Prueba | Marca   | Fecha |
| ------ | ------- | ----- |
| 1500 m | 3:49.01 | 2016  |
| 3000 m | 7:45.54 | 2021  |